# Stephen Stills 2
Stephen Stills 2 är Stephen Stills andra soloalbum, utgivet 1971. Albumet blev som bäst åtta på Billboards albumlista och låten "Change Partners" blev en mindre hit.

## Låtlista
Samtliga låtar skrivna av Stephen Stills, om inte annat anges.
1. "Change Partners" - 3:15
2. "Nothin' to Do But Today" - 2:43
3. "Fishes and Scorpions" - 3:17
4. "Sugar Babe" - 4:01
5. "Know You Got to Run" (Stephen Stills/John Hopkins) - 3:50
6. "Open Secret" - 4:58
7. "Relaxing Town" - 2:23
8. "Singin' Call" - 3:00
9. "Ecology Song" - 3:25
10. "Word Game" - 4:11
11. "Marianne" - 2:29
12. "Bluebird Revisited" - 5:23

## Listplaceringar
| Lista (1971)   | Position             |
| -------------- | -------------------- |
| Australien     | 19 (Go Set)          |
| Kanada         | 11 (RPM)             |
| Nederländerna  | 2                    |
| Norge          | 7 (VG-lista)         |
| Storbritannien | 22 (UK Albums Chart) |
| Sverige        | 5 (Kvällstoppen)     |
| USA            | 8 (Billboard 200)    |